# Humocaro Bajo (Venezuela)
Pour les articles homonymes, voir Humocaro.

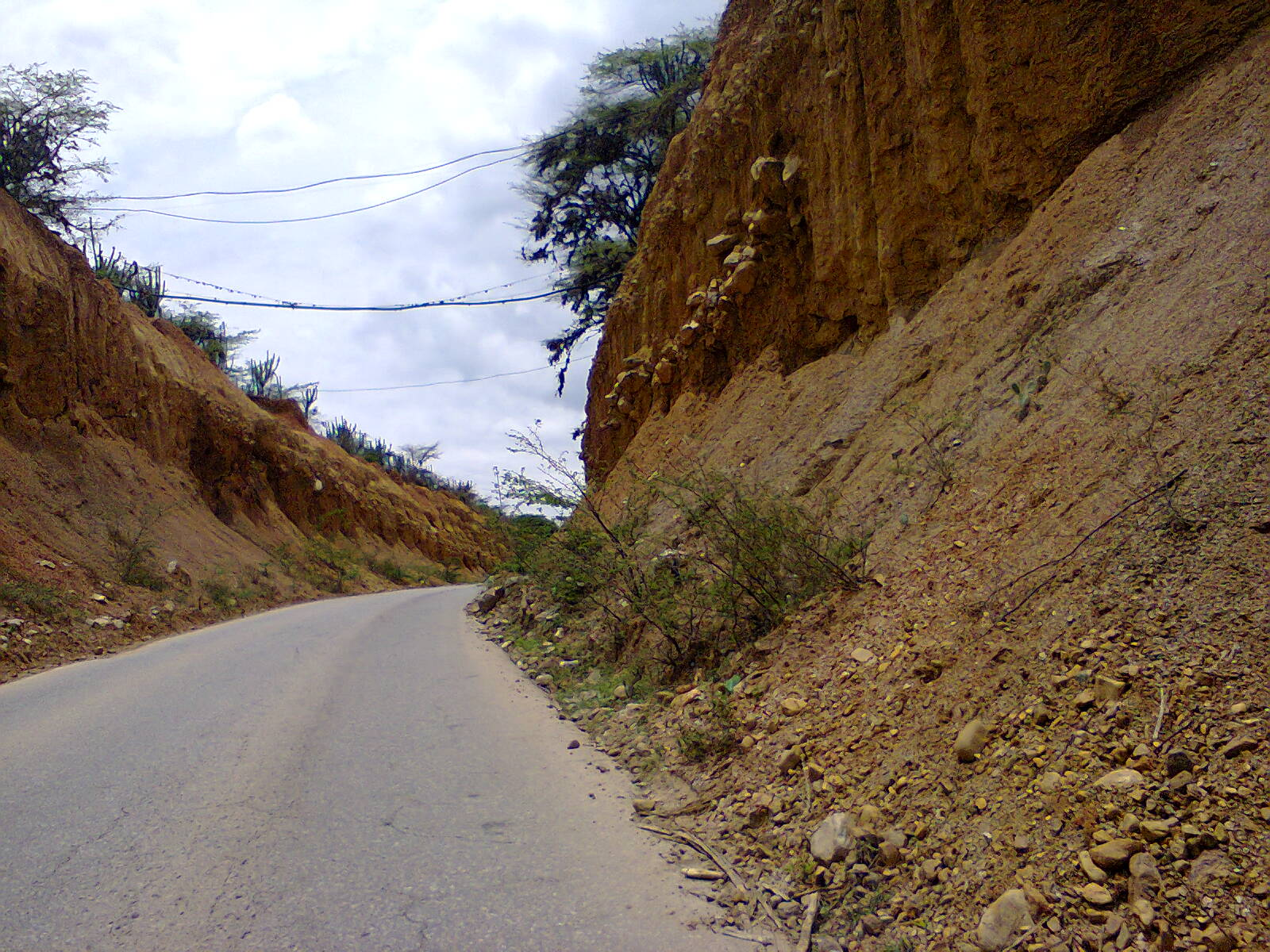
Ville de Humocaro Bajo, État de Lara, Venezuela

Humocaro Bajo est la capitale de la paroisse civile d'Humocaro Bajo de la municipalité de Morán de l'État de Lara au Venezuela.